# Muricopsis principensis
Muricopsis principensis é uma espécie de gastrópode  da família Muricidae.
É endémica de São Tomé e Príncipe.